# Paolo de Matteis
Paolo de Matteis, francisé en Paul Mattei, né le 9 février 1662 à Piano del Cilento, près de Salerne (Cilento), et mort le 26 janvier 1728 à Naples, est un peintre italien de la période baroque.

## Biographie

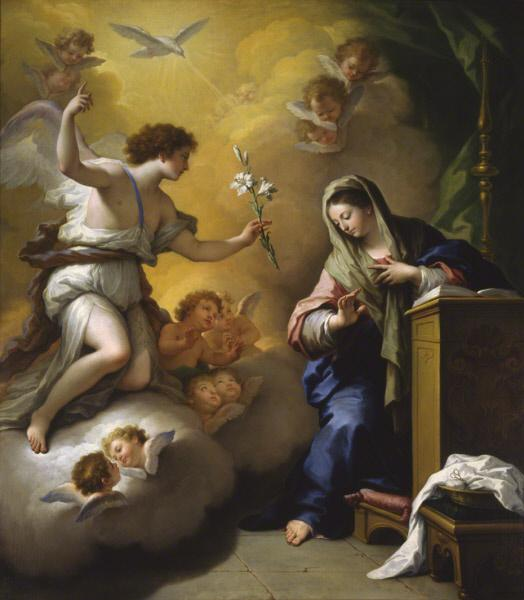
Annonciation (1712), Musée d'Art de Saint-Louis.

Formé avec Francesco di Maria à Naples, puis avec Luca Giordano, Paolo de Matteis travaille au service du vice-roi espagnol de Naples. De 1702 à 1705, De Matteis travaille à Paris, en Calabre et à Gênes. À Gênes, il peint une Immacolata Concezione con l'apparizione di san Girolamo (Immaculée Conception avec l'apparition de Saint Jérôme).
Lors de son séjour à Paris, il peint en 1702 à la demande de Léon Potier, duc de Gesvres, un Saint Léon au-devant d'Attila, qu'il fit poser au-dessus de l'autel de la chapelle de Luxembourg, ou de Gesvres, dans le couvent des Célestins de Paris qu'il venait de mettre sous le vocable de son saint patron.
De retour à Naples, il peint des sujets décoratifs pour les églises napolitaines, dont la voûte de la chapelle de Saint-Ignace dans l'église du Gesu Nuovo à Naples puis une Assomption de la Vierge pour l'Abbaye du Mont-Cassin. Entre 1723 et 1725, De Matteis vit à Rome, où il reçoit une commande du pape Innocent XIII.
Parmi ses mécènes figure Anthony Ashley-Cooper (mort à Naples en 1713) qui lui commanda un Hercule entre la Volupté et la Vertu.

## Œuvres dans les collections publiques
Aux États-Unis

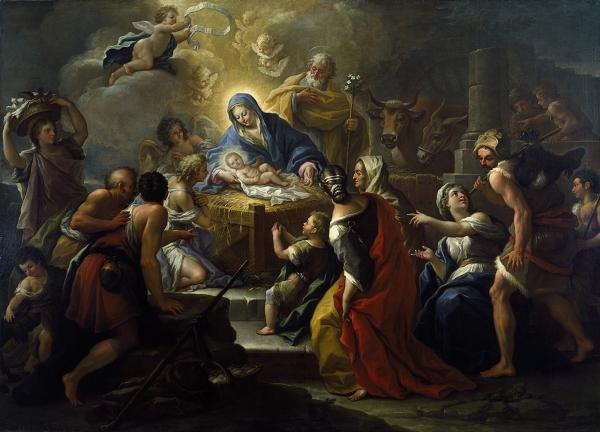
L'Adoration des bergers (1680-1728) Dallas Museum of Art.

- Dallas, Dallas Museum of Art : L'Adoration des bergers, 1680-1728, huile sur toile, 245 × 345 cm.
- Houston, musée des beaux-arts : Allégorie des conséquences de la paix d'Utrecht, 1714-1728, huile sur toile.

En France
- Quimper, musée des beaux-arts : La Nuit.
- Rouen, musée des beaux-arts : Jahel et Sisara, huile sur toile, 195 × 261 cm.

En Italie
- Naples :
  - église de la Nunziatella : Saint Stanislas Kostka et Notre Dame de l'Assomption.
  - église de la Pietà dei Turchini :
    - La Mort de saint Joseph ;
    - La Résurrection du Christ.

  - église San Ferdinando : fresques.
  - église Santa Maria della Colonna : fresques.
  - église Santa Maria di Montesanto :
    - Saint Michel archange, 1693 ;
    - Le Miracle de saint Antoine, 1693.

  - église San Severo fuori le mura :
    - La Visitation, 1709 ;
    - Notre-Dame du Rosaire, 1709.

Localisation inconnue
- Allégorie de la Charité, tableau aujourd'hui perdu, gravé par Charles-François-Adrien Macret[3],[4].

## Réception critique
- N'ayant qu'une connaissance lacunaire de l'œuvre de l'artiste, Jean-Aimar Piganiol de La Force écrit : « peintre qui travaillait avec une vitesse incroyable, mais dont les œuvres n'étaient jamais corrigées, il peint d'une manière sèche, et dure »[5].

## Élèves
- Nicola de Filippis[6].
- Giuseppe Mastroleo
- Inacio de Oliveira Bernardes
- Francesco Peresi
- les membres de la famille Sarnelli : Francesco, Gennaro, Giovanni et Antonio